# Mosquito State
Mosquito State (engl. für „Mücken-Staat“) ist ein Film von Filip Jan Rymsza, der im September 2020 im Rahmen der Filmfestspiele von Venedig seine Weltpremiere feierte.

## Handlung
Es ist Sommer 2007, und an der Wall Street ist man überzeugt, die Zukunft vorhersagen zu können. Daten sind die wertvollste Währung der Welt, und die Analysten dieser werden geschätzt. Einer von ihnen ist Richard Boca, dessen von ihm entwickelter Algorithmus ihn reich gemacht hat. Seine fast obsessive Faszination für fliegende Insekten und insbesondere sein Studium des Verhaltens der Bienen hat ihn das Analysemodell „Honeybee“ entwickeln lassen, mit dem Entwicklungen auf den Finanzmärkten vorhergesagt werden können. Nach einem Traum beschließt er, ein neues analytisches Modell zu entwickeln, nach dem Vorbild von Mückenschwärmen anstelle von Bienen. Boca erkennt, dass die Wall Street in dieser außer Kontrolle geratenen Welt in eine Phase eingetreten ist, die den gesamten Markt destabilisieren könnte.
Als er auf einer Party die hübsche Lena kennenlernt, die ihre Ausbildung durch eine Arbeit in einer Weinbar finanziert, was ihn sehr beeindruckt, nimmt er sie mit in seine Wohnung, und die beiden verstehen sich sehr gut. Der Datenanalyst lebt zurückgezogen in einem Penthouse mit Blick auf den Central Park. Mückenschwärme haben seine Wohnung befallen, doch Boca dreht sogar noch seinen Thermostat auf und füttert die Insekten, die zu Hunderten schlüpfen, mit Obst. Auch als ein Biss auf einer Wange auf Hühnereigröße angeschwollen ist, kann er den Insekten nicht böse sein. Groteske Schwellungen im Gesicht und am Körper lassen ihn wie den Elefantenmann aussehen. 
Es dauert nicht lange, bis er von Kopf bis Fuß mit Insektenbissen übersät ins Büro kommt. Dort fordert er seine Kollegen auf, den Handel einzustellen, wenn sie den Markt nicht weiter destabilisieren wollen, doch seine Warnung bleibt ungehört. Nur seine Assistentin Sally scheint seine Sorge zu teilen. Boca zieht sich in seine Wohnung zurück und beginnt, seinen eigenen Körper an die Mücken zu verfüttern.

## Produktion
Regie führte Filip Jan Rymsza, der gemeinsam mit Mario Zermeno auch das Drehbuch schrieb. Es handelt sich nach Sandcastles und Dustclouds um den dritten Spielfilm des polnisch-US-amerikanischen Filmemachers und Kurzgeschichtenautors, der in der Vergangenheit überwiegend mit Lech Majewski zusammenarbeitete und verschiedene mehrfach ausgezeichnete Dokumentarfilme produzierte.
Erste Vorstellungen des Films erfolgten ab 5. September 2020 bei den Internationalen Filmfestspielen von Venedig. Im Oktober 2020 wurde er beim Sitges Film Festival gezeigt. Im September 2021 erfolgen Vorstellungen beim Polnischen Filmfestival. Im Oktober und November 2021 wurde er beim Fantasy Filmfest vorgestellt.

## Auszeichnungen
Polnisches Filmfestival Gdynia 2021
- Nominierung für den Goldenen Löwen
- Auszeichnung in der Kategorie „Inne spojrzenie“ (Filip Jan Rymsza)
- Auszeichnung für den Besten Ton (Zofia Morus, Mateusz Adamczyk und Sebastian Witkowski)[5]

Sitges Film Festival 2020
- Nominierung als Bester Film im Official Fantàstic Competition (Filip Jan Rymsza)
- Auszeichnung für die Besten Spezialeffekte (Maks Naporowski, Filip Jan Rymsza und Dariush Derakhshani)[6][7]